# Sicelioti
I Sicelioti (o Sicilioti, o ancora Greci di Sicilia; Σικελιῶται in greco antico) erano gli abitanti delle poleis greche di Sicilia. Si diffusero inizialmente nelle coste orientali e meridionali dell'isola (città principali erano Siracusa, Zancle/Messana, Gela e Agrigento), in seguito (e fino alla conquista romana) colonizzarono quasi interamente la costa siciliana.

## Società
Durante il Congresso di Gela, stando alla testimonianza di Tucidide, Ermocrate, rivendicando l'indipendenza siceliota, disse:
(Tucidide IV, 64.3, traduzione italiana di Luciano Canfora)
Questo passo è stato a lungo male interpretato. Si è detto, ad esempio, che in esso risiederebbe la prova che la cosiddetta Colonizzazione greca sarebbe stata diversa da quella europea in America, perché avrebbe favorito la fusione dei greci con le popolazioni autoctone della Sicilia (Siculi, Sicani, Elimi). Tuttavia, parlare - a proposito della colonizzazione greca - di fusione ed integrazione dei greci con le popolazioni indigene non è corretto. 
L'immagine idilliaca che la storiografia antica ha dato dell'arrivo dei Greci sull'isola è quanto mai lontana da quella che in verità fu una convivenza tutt'altro che pacifica, all'insegna della sopraffazione degli indigeni, della "pressione economica e politica, ma anche culturale ed ideologica esercitata dai colonizzatori, e il conseguente scardinamento dei parametri di autoidentificazione del mondo indigeno".

## Lingua
La principale lingua dei Sicelioti fu il greco antico nella sua variante siceliota (a sua volta variante del dorico), parlata soprattutto nella Sicilia orientale, a Gela e ad Agrigento.

## Cultura

### Letteratura
(Aristotele, Poetica, 1449 b 5)
Notevole fu il contributo in ambito letterario apportato dai greci sicelioti. Alcuni generi della letteratura greca, infatti, si svilupparono proprio in Sicilia: secondo Aristotele la tecnica di costruire μῦθοι, trame, nacque in Sicilia e la stessa commedia dorico-siceliota, i cui principali esponenti furono Epicarmo e Formide, servì da modello per la successiva commedia attica del V secolo a.C..
Il teatro in Sicilia non si limitò alla sola commedia: a Sofrone di Siracusa viene attribuita l'invenzione del mimo greco (μῖμος), che ebbe notevole fortuna in età ellenistica soprattutto con Teocrito (anch'egli siracusano), a sua volta inventore della poesia bucolica. Morirono in Sicilia Frinico ed Eschilo, il primo ritenuto «il più famoso dei primi tragici», il secondo annoverato tra i tre più grandi tragediografi del teatro greco antico; Eschilo, inoltre, rappresentò nel teatro di Siracusa alcune sue tragedie, tra cui I Persiani, la più antica tragedia greca pervenutaci.
Faceva parte di quella corte di intellettuali di cui si circondò il tiranno di Siracusa Ierone, che includeva, tra gli altri, anche i lirici Pindaro, Bacchilide, Simonide e Senofane. Furono attivi in Sicilia anche i poeti lirici Teognide e Stesicoro; vi trascorse dieci anni di esilio Saffo, periodo nel quale potrebbe esserne nata la figlia. Secondo alcuni studiosi, la stessa lirica corale potrebbe essere nata in Sicilia.
Altra grande innovazione siceliota fu la retorica: i primi manuali di tale τέχνη, infatti, sono attribuiti ai siracusani Corace e Tisia. Diogene Laerzio ritenne inventore della retorica l'akragantino Empedocle, uno dei più importanti filosofi presocratici: tra i suoi allievi vi fu Gorgia da Leontinoi, uno dei primi sofisti, che insieme con Polo di Agrigento (suo allievo) e Tisia introdusse ad Atene l'arte retorica.

### Architettura

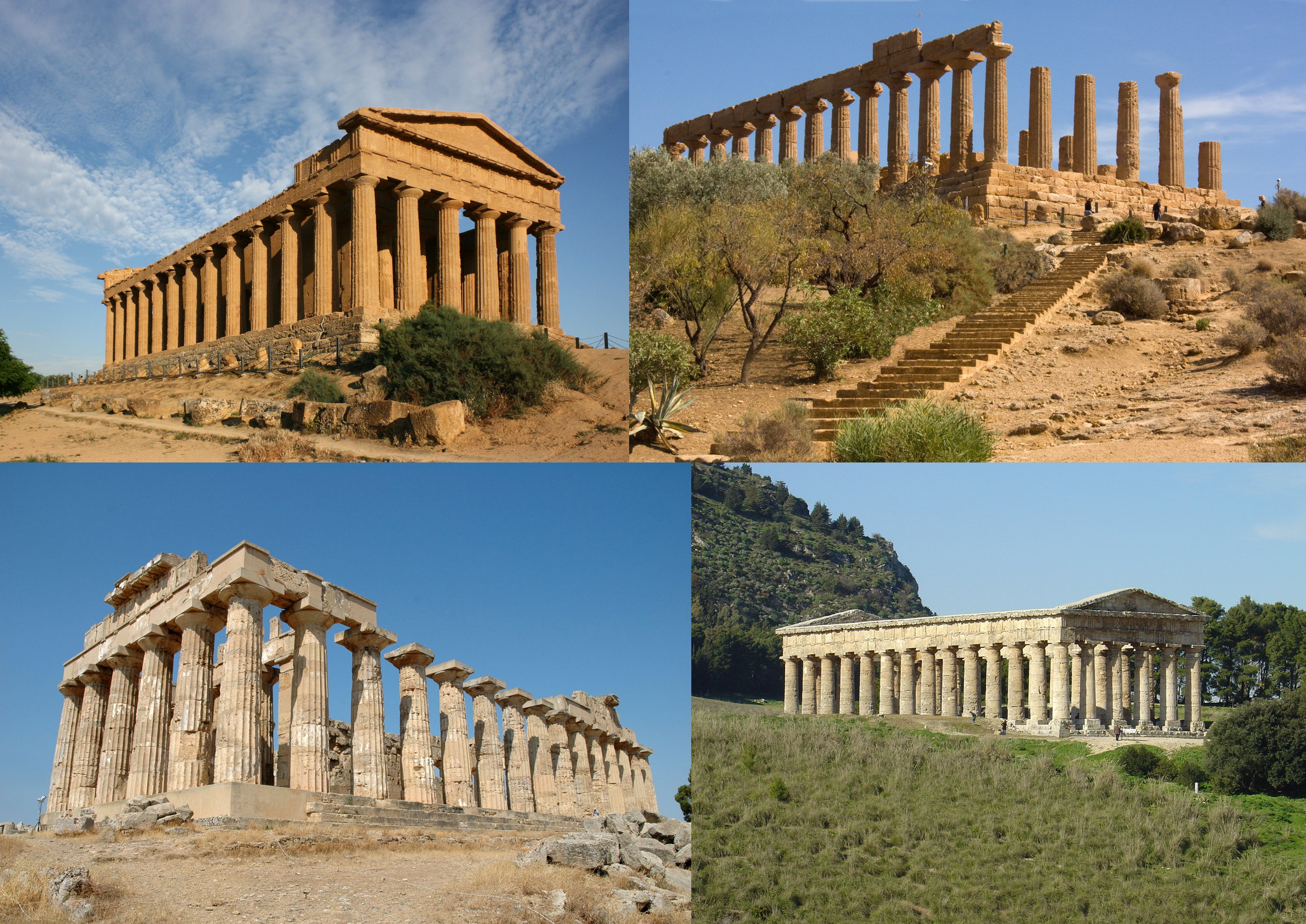
Da sinistra a destra, sopra: il tempio della Concordia e il tempio di Era, ad Agrigento; sotto: il tempio E di Selinunte e il tempio di Segesta

#### Architettura sacra
Dell'architettura sacra in Sicilia rimangono notevoli vestigia: numerose sono le testimonianze che in tale ambito offrono soprattutto le aree archeologiche di Agrigento e Selinunte.
Tra il VII e il V secolo a.C. quasi tutti i templi realizzati sono peripteri ed esastili (ad esempio, il tempio C e il  tempio E di Selinunte e i templi della Concordia, dei Dioscuri e di Zeus Olimpio ad Akragas).
L'ordine architettonico prevalentemente adoperato è il dorico, la classica forma architettonica mediterranea: dorici sono i templi di Akragas e di Selinunte, il tempio di Megara Hyblaea (VII secolo a.C.), l'Athenaion di Siracusa e il tempio di Segesta, realizzato in area elima.
I santuari venivano solitamente costruiti extra moenia: fuori dalle mura urbane sono localizzati i santuari di Gela, di Bitalemi, di Demetra e Kore a Eloro, il santuario della Malophoros a Selinunte, il santuario rupestre di San Biagio ad Agrigento e il temenos del VI secolo a.C. di Naxos.

#### Teatri
Le architetture teatrali della Sicilia greca furono costruiti nelle più influenti poleis dell'isola o nei centri indigeni influenzati dall'arte e dall'architettura ellenica.